# La Montagne (Loire-Atlantique)
La Montagne is een gemeente in het Franse departement Loire-Atlantique (regio Pays de la Loire). De plaats maakt deel uit van het arrondissement Nantes. La Montagne telde op 1 januari 2022 6.523 inwoners.

## Geografie
De oppervlakte van La Montagne bedroeg op 1 januari 2022 3,64 vierkante kilometer; de bevolkingsdichtheid was toen 1.792 inwoners per km².

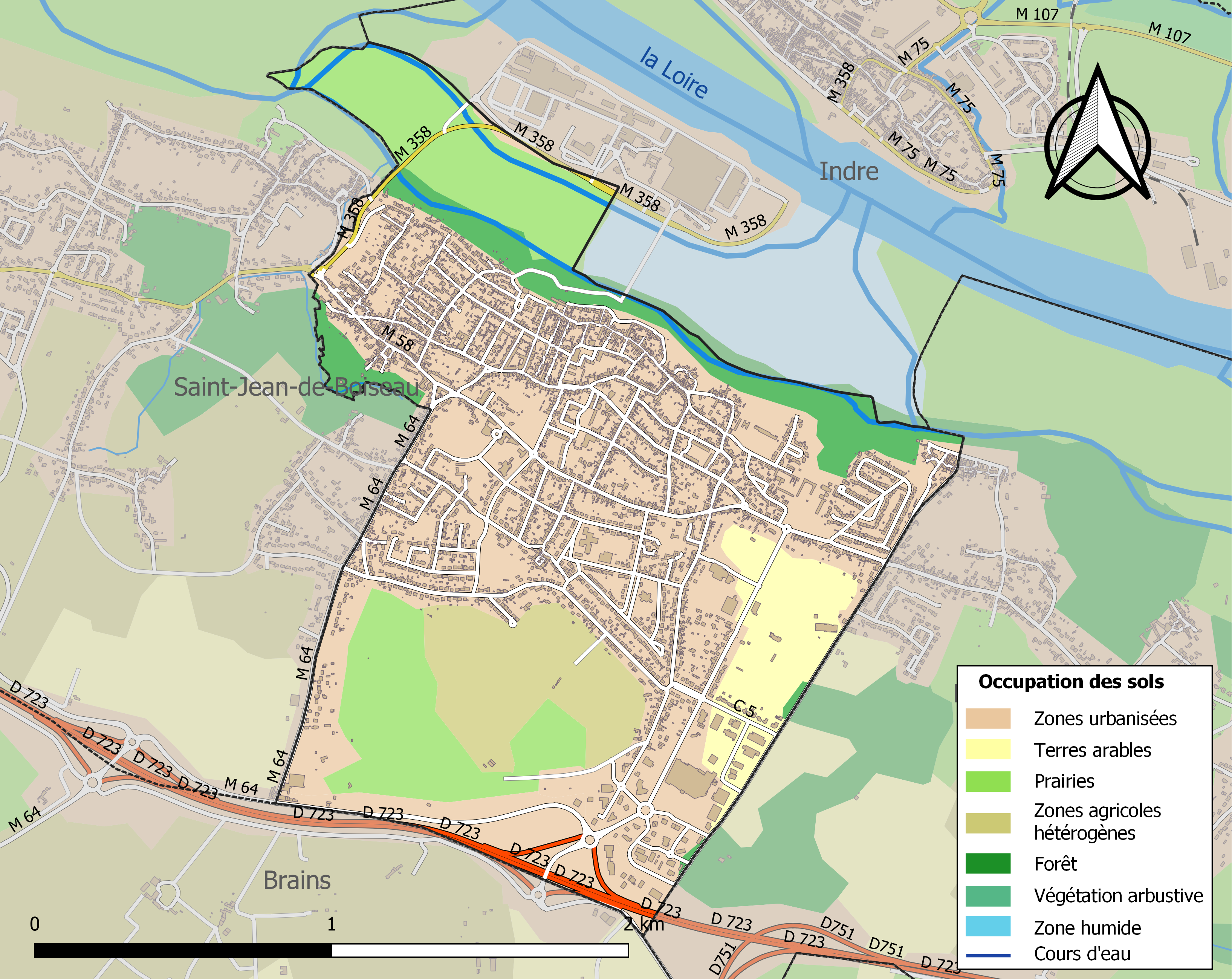
Kaart van de gemeente met de belangrijkste infrastructuur, bodemgebruik en omliggende gemeenten

## Demografie
Onderstaande figuur toont het verloop van het inwonertal (bron: INSEE-tellingen).

## Partnergemeente
Er bestaat een jumelage met Stadtoldendorf in Duitsland.